# Партія Росту
Партія Росту (рос. Партия Роста; до березня 2016 р. «Справедлива справа») — російська правоцентристська політична партія з представниками в кількох місцевих радах. Заснована 18 лютого 2009 року як об'єднання Союзу правих сил (частково, інші члени приєдналися до «Солідарності»), Громадської Сили та Демократичної партії Росії. Основні політичні позиції: ліберальна вільна ринкова економіка, демократія та захист прав середнього класу. Хоча Партія Росту вважається технічною прокремлівською партією, вона вже кілька разів опинялася в опозиції до адміністрації президента.

## Історія
Партія була заснована під назвою Права справа в листопаді 2008 року як об'єднання трьох партій: Союзу правих сил (СПС), Громадянської Сили та Демократичної партії Росії.
26 березня 2016 року партію було перейменовано в «Партію Росту». На виборах до Державної Думи 2016 року партія набрала 1,21 %, не подолавши 5 % бар'єру і не потрапила до Державної Думи.
У липні 2017 року Партія зростання заявила, що проводитиме праймеріз для висування кандидата в президенти на виборах 2018 року. У праймеріз брали участь чотири кандидати: Оксана Дмитрієва, Дмитро Потапенко, Дмитро Марінічев та Олександр Гуруджі. Голосування проводилось через Інтернет з серпня по листопад 2017 року. 10 серпня 2017 року прес-секретар партії повідомив ЗМІ, що результати праймеріз будуть враховані на з'їзді. Однак переможець праймеріз не гарантував би собі права балотуватися від імені партії. 26 листопада було оголошено, що партія висуне лідером партії Бориса Тітова, який не був причетний до праймеріз. За словами партійного керівництва, жоден із запропонованих кандидатів не зміг отримати достатньої підтримки. Тітов набрав 0,8 % на виборах.

## Критика

### Політична залежність від Адміністрації Президента
Лідер партії Борис Титов, як уповноважений з прав бізнесу, є штатним співробітником адміністрації президента Росії і отримує там зарплату. Даний факт викликає побоювання щодо можливого конфлікту інтересів при участі партії у виборах.

### Зняття опозиційних кандидатів
Партію Росту критикують також за виконання роботи по зняттю опозиційних кандидатів з виборів на користь Єдиної Росії. На виборах у Псковській області в 2018 році кандидати від Партії Росту подали позови щодо зняття з реєстрації 5 кандидатів у голови районів, висунутих Псковським відділенням партії «Яблуко». На думку голови місцевого Яблука Льва Шлосберга, технічні кандидати від «Партії Росту», які не вели кампанії в регіонах, взялися виконати «брудну роботу» по зняттю кандидатів від Яблука з виборів на користь кандидатів від «Єдиної Росії».

## Керівництво
- Титов, Борис Юрійович — голова партії (з 2016 року дотепер)
- Марченко, Тетяна Володимирівна — заступник голови з внутрішніх питань і PR
- Сенін, Володимир Борисович — заступник голови з фандрайзингу
- Звагельський, Віктор Фридрихович — заступник голови із зовнішніх зв'язків і роботі над законодавством
- Хуруджі, Олександр Олександрович — заступник голови, відповідальний секретар